# 梅欧德尔
梅欧德尔（法語：Méaudre，法語發音：[meodʁ]）是法国伊泽尔省的一个旧市镇，属于格勒诺布尔区。

## 地理
梅欧德尔（45°7'37"N, 5°31'37"E）面积33.87 平方千米，位于法国奥弗涅-罗讷-阿尔卑斯大区伊泽尔省，该省份为法国东南部内陆省份，北起顺时针与安省、萨瓦省、上阿尔卑斯省、德龙省、阿尔代什省、卢瓦尔省和罗讷省。
与梅欧德尔接壤的市镇（或旧市镇、城区）包括：欧特朗。
梅欧德尔的时区为UTC+01:00、UTC+02:00（夏令时）。

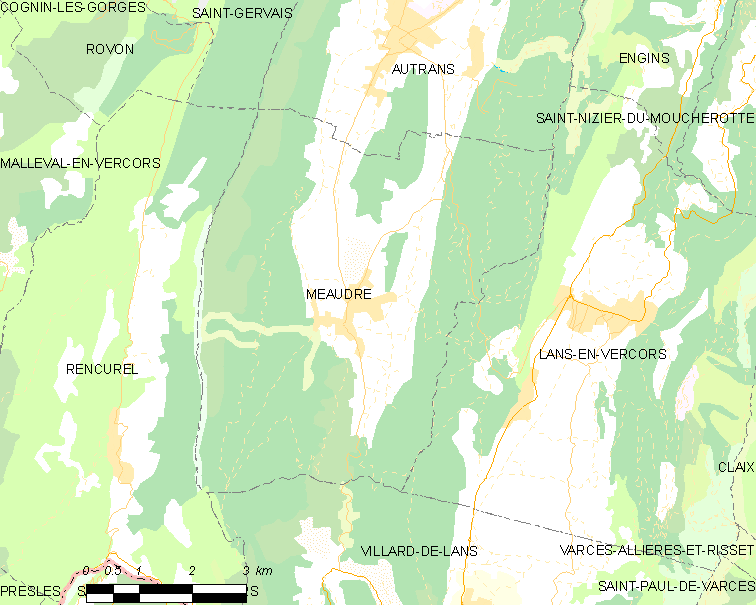
梅欧德尔的OSM定位图

## 行政
梅欧德尔的邮政编码为38112、38880，INSEE市镇编码为38225。

## 政治
梅欧德尔所属的省级选区为方丹-韦科尔县。

## 人口

1962-2008年间梅欧德尔人口变化图示

梅欧德尔于2018年1月1日时的人口数量为1470人。